# Mercè Boada i Rovira
Mercè Boada i Rovira (Barcelona, 14 d'octubre de 1948) és una neuròloga catalana. Ha dedicat la seva trajectòria professional a les malalties neurodegeneratives. Més concretament a la demència i a la malaltia d'Alzheimer. Va cofundar Fundació ACE, una entitat privada sense ànim de lucre que es dedica al diagnòstic, tractament, recerca i ajuda a les persones amb Alzheimer i els seus familiars. És professora a la Facultat de Medicina i Ciències de la Salut de la Universitat Internacional de Catalunya. Boada va rebre la Creu de Sant Jordi del Govern de Catalunya l'any 2016.

## Trajectòria professional
Boada, que es llicencià en Medicina i Cirurgia per la Universitat de Barcelona (1973) i es doctorà en Medicina per la Universitat Autònoma de Barcelona (1993), ha centrat la seva activitat professional en el camp de la demència, especialment en la malaltia d'Alzheimer, i s'ha especialitzat en la recerca sobre biomarcadors i proteïnes de senyalització d'aquesta malaltia, els factors genètics i ambientals involucrats en la seva aparició i l'aplicació de models terapèutics de psicoestimulació cognitiva.
Ha estat la fundadora i directora mèdica de Fundació ACE, dedicada a la recerca i a les persones que pateixen la malaltia d'Alzheimer o altres demències. Boada ha publicat més de 150 articles i ha participat en més de 100 assajos clínics a la Fundació i és reconeguda nacionalment i internacional en el món de la neurologia.
La seva activitat en l'àmbit dels trastorns cognitius i de la conducta, i en la planificació sanitària de recursos i serveis per a malalts amb demència a Catalunya va començar el 1986. La seva tasca sanitària i social ha propiciat la implantació i difusió de centres específics a Catalunya tant pel seu diagnòstic global com per l'atenció a malalts amb demència on rebessin tractament d'estimulació cognitiva.
Des de l'any 1986 ha participat amb les institucions catalanes com a assessora experta en l'elaboració del Pla Integral de la Gent Gran a Catalunya (1990), en el que feia referència a l'àrea sanitària; en l'elaboració, coordinació i publicació del model d'atenció a les persones amb demència del "Programa Vida als Anys" del Servei Català de la Salut (1991); al Pla de Salut de Catalunya 1996-1998 i 1998-2001, en l'elaboració del Quadern 10 del Pla de Salut de Catalunya sobre "Els trastorns cognitius i de la conducta en l'atenció sociosanitària" (1998) i en el comitè científic del "Llibre Blanc: Activitats preventIves per a la gent gran" del Departament de Sanitat i Seguretat Social. Generalitat de Catalunya (1999).
Va fundar l'any 1991 el primer Centre de Dia de Tractament no Farmacològic per a persones amb demència a l'estat espanyol, l'Alzheimer Centre Educacional, on va començar a treballar amb el Programa de Psicoestimulació Integral (PPI Boada & Tárraga, 1994) amb l'objectiu d'oferir una nova estratègia terapèutica per reeducar, socialitzar i afavorir la independència i qualitat de vida d'aquests malalts i les seves famílies.
Vinculada durant anys a l'Hospital Universitari Vall d'Hebron i al seu Institut de Recerca, ha presidit la Societat Catalana de Neurologia. El 1995, Mercè Boada juntament amb Lluís Tárraga, creen la Fundació ACE. Institut Català de Neurociències Aplicades, una fundació privada declarada "benèfica de tipus assistencial". Aquesta institució centra la seva activitat dins l'àmbit de l'envelliment, el deteriorament cognitiu i les demències. L'objectiu principal de la fundació és promoure un model d'atenció integral per a la malaltia d'Alzheimer, permetent atendre les necessitats de pacients, familiars, professionals i investigadors. Els seus objectius fundacionals són el diagnòstic precoç i el tractament de les demències, la recerca bàsica (clínica i aplicada) i ser un recurs de referència per a l'atenció primària i l'atenció assistencial a través del de la Unitat d'Atenció Diürna. Disposa d'una base de dades clíniques de 21.210 entrades així com d'un biorepositorio d'ADN de més de 10.000 mostres. A 2014 van visitar més de 6.200 pacients amb un total de 1.655 nous diagnòstics. Així mateix, i van realitzar gairebé 1.000 diagnòstics de malaltia d'Alzheimer.
El 2016 va rebre la Creu de Sant Jordi pel fet de contribuir a la sensibilització i la recerca en el camp de les demències, singularment de la malaltia d'Alzheimer, de la qual és un dels referents a Catalunya, amb projecció internacional.

## Distincions i premis
- 2007 – X Premi Biennal d'Investigació Ramon Trias Fargas de la Fundació Catalana de Síndrome de Down.[cal citació]
- 2008 – Premi a l'Excel·lència Professional atorgat pel Consell de Metges de Catalunya.[cal citació]
- 2012 – Medalla Josep Trueta 2012 al Mèrit Sanitari atorgat pel Govern de la Generalitat de Catalunya.[1]
- 2012 – Premi “Mano Amiga” concedit per l'associació Alzheimer de León.[cal citació]
- 2014 – Premi “Antoni Subirana Ollé” atorgat per la Societat Catalana de Neurologia per la seva tasca com a expresident del 2000 al 2002.[6]
- 2014 – Premi “Las mejores Ideas- Investigación y farmacologia” atorgat pel Diario Médico amb motiu del desenvolupament de l'estudi AMBAR.[cal citació]
- 2015 - Premi “Eduard Beltran Rubió” a la millor trajectòria professional i acadèmica (2014), concedit per la Societat Catalana de Neurologia.[1]
- 2015 – Premi ACRA (Associació Catalana de Recursos Assistencials) a la trajectòria professional 2015.[7]
- 2016 – Creu de Sant Jordi de la Generalitat de Catalunya.[5][1]
- 2023 – Inclosa, per segon cop, al Top 100 Dones Líders d'Espanya -categoria Acadèmiques, Investigadores i Pensadores que inspiren i lideren el coneixement i la innovació.[8]
- 2023 – Medalla d'Or al Mèrit Científic per l'Ajuntament de Barcelona.